# Воинское кладбище Дачное (Санкт-Петербург)
Воинское кладбище «Дачное» — кладбище в Санкт-Петербурге.

## История создания
«Воинское кладбище Дачное» располагается на пр. Народного Ополчения 143—145 между улицами Танкиста Хрустицкого и Лёни Голикова (ближайшая станция метро — «Проспект Ветеранов»). Это братская могила советских воинов, погибших в годы Великой Отечественной войны 1941—1945 гг.
Данные о числе бойцов и командиров, преданных земле на братском кладбище, разнятся. По данным Ленгорисполкома, здесь похоронено 874 воина Советской Армии, ОБД «Мемориал» — 877, районного военкомата Кировского района — 1023. Известно, что это братское захоронение воинов 42-й армии Ленфронта, которые погибли в январе — феврале 1943 года, а именно бойцы 28-й отдельной штрафной роты командно-начальствующего состава (позже переформированной в 28 отдельный штрафной батальон Ленинградского фронта, 42 армии, который затем был переименован в 14 отдельный штрафной батальон), а также других воинских подразделений.
Памятник установлен в 1955 году. Архитекторы: Г. И. Иванов и Я. Е. Москаленко. Уход за кладбищем осуществляет ООО «Похоронный дом „Юго-Запад“».
Памятник истории. 1941—1944 гг.

Категория охраны: Региональная.

Вид документа о постановке на гос. охрану:
- Решение Ленгорисполкома № 328 от 03.05.1976

## Фотогалерея

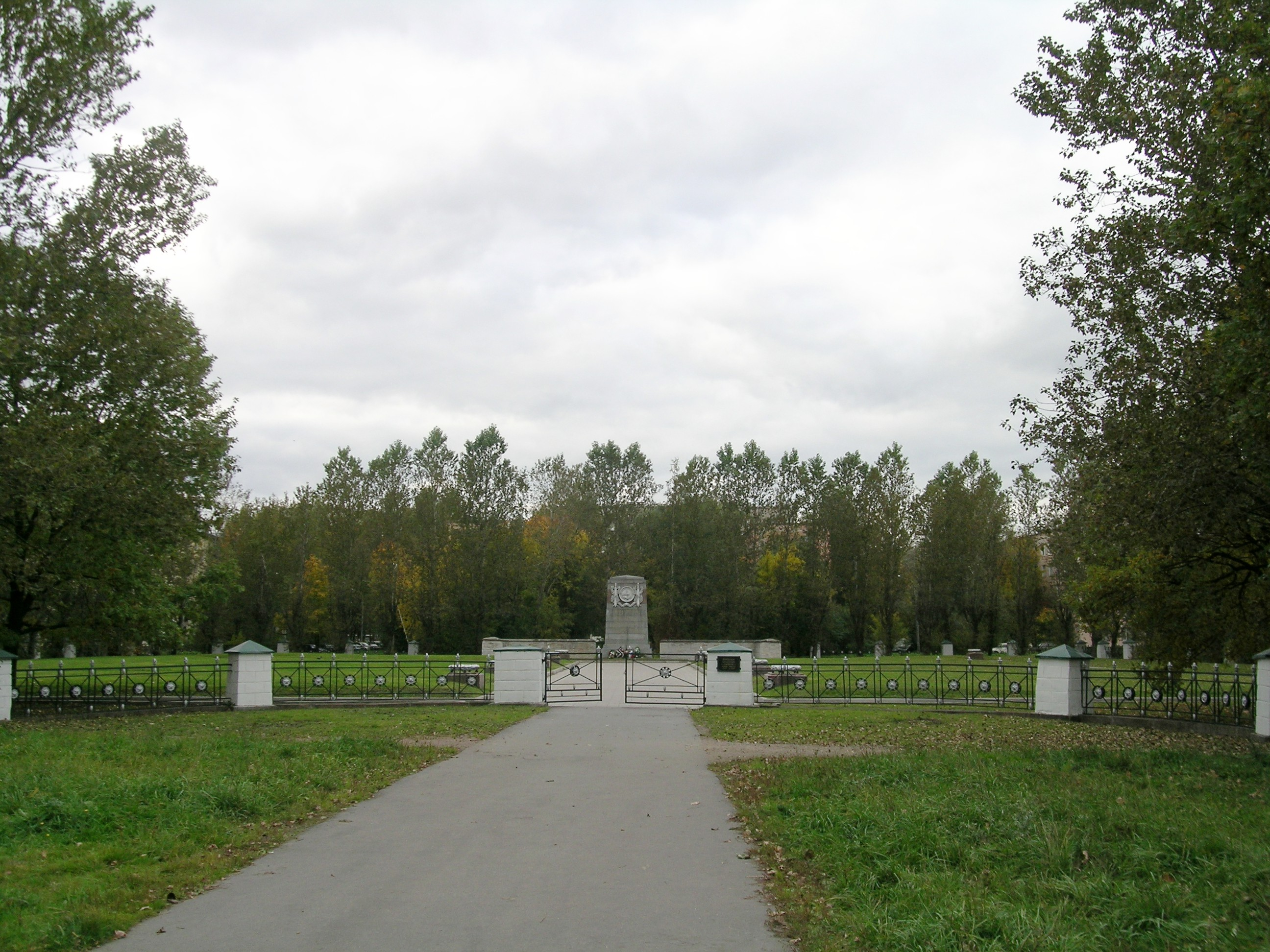
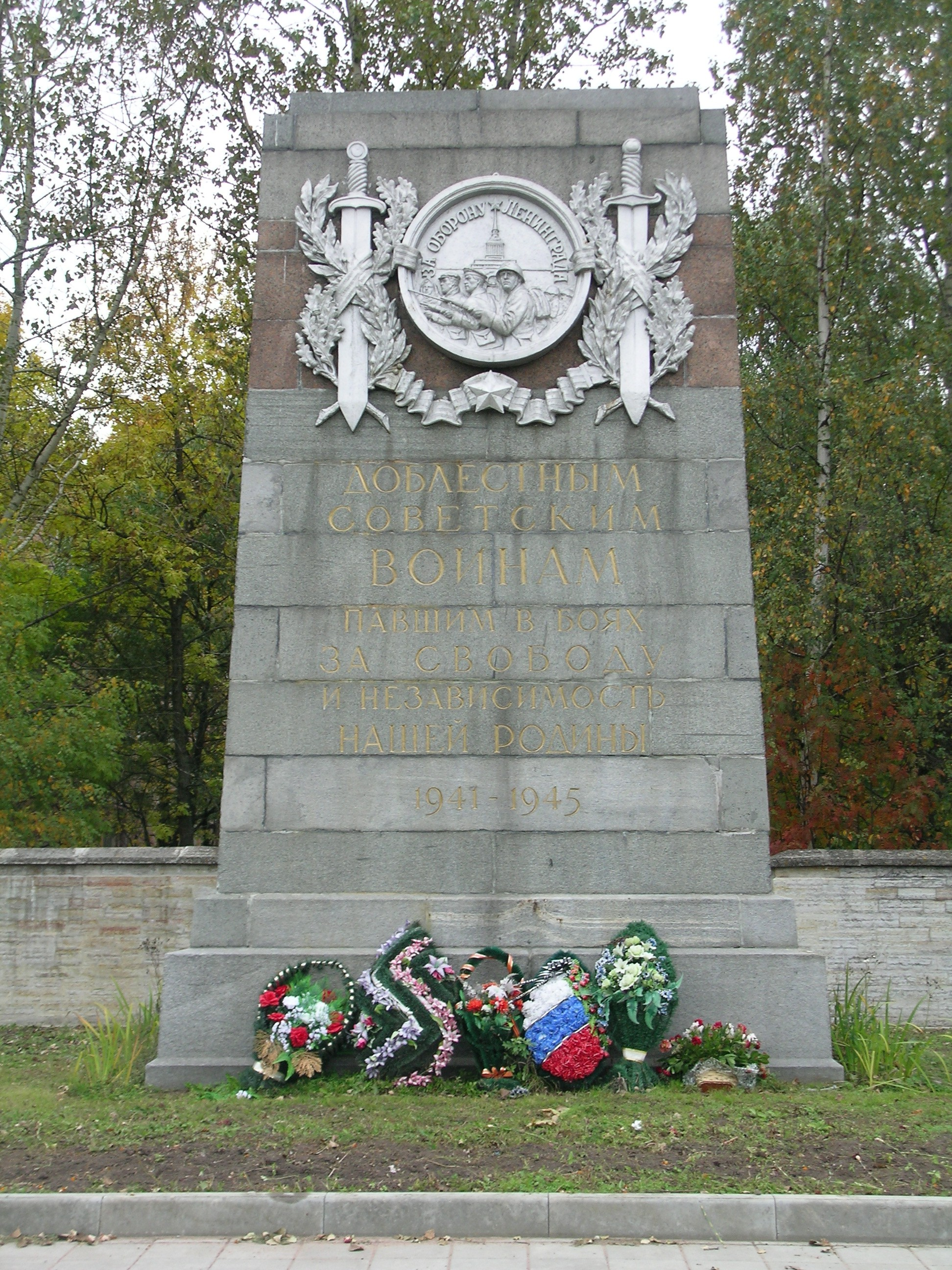